# خودوف (ناحیه دوماژلیتسه)
خودوف (به چکی: Chodov) یک منطقهٔ مسکونی در جمهوری چک است که در ناحیه دوماژلیتسه واقع شده‌است. خودوف ۸٫۹۵ کیلومتر مربع مساحت و ۷۹۹ نفر جمعیت دارد و ۴۹۷ متر بالاتر از سطح دریا واقع شده‌است.